# Palestina, Alagoas
Palestina este un oraș în statul Alagoas (AL) din Brazilia.